# Zeria funksoni
Espèce
Synonymes
- Solpuga funksoni Birula, 1915

Zeria funksoni est une espèce de solifuges de la famille des Solpugidae.

## Distribution
Cette espèce est endémique du Soudan. Elle se rencontre dans l'État de Sannar.

## Description
La femelle holotype mesure 30 mm.

## Publication originale
- Birula, 1915 : Description of two new species of the Solifugae brought by Mr. S. N. von Wick from Soudan. Revue russe d'entomologie, vol. 15, p. 297-301 (texte intégral).